# Cəmaləddin Maqomayev
Cəmaləddin Müslüm oğlu Maqomayev (russisch Джамал-Эддин Абдул-Муслимович Магомаев Dschamal-Eddin Abdul-Muslimowitsch Magomajew; * 28. Mai 1910 in Baku, Russisches Kaiserreich; † 4. Oktober 1977 in Moskau) war ein sowjetischer Politiker der Kommunistischen Partei der Sowjetunion (KPdSU), der unter anderem zwischen 1948 und 1952 sowie erneut von 1953 bis 1957 Stellvertretender Vorsitzender des Ministerrates der Aserbaidschanischen Sozialistischen Sowjetrepublik war.

## Leben
Cəmaləddin Maqomayev, Sohn des Komponisten und Dirigenten Müslüm Maqomayev, begann nach dem Schulbesuch ein Studium am Aserbaidschanischen Polytechnischen Institut, das er 1932 beendete. Im Anschluss war er zwischen 1932 und 1934 als Ingenieur des Leningrader Werks für Schwermaschinenbau und leistete von 1934 bis 1936 Militärdienst in der Roten Armee, ehe er zwischen 1936 und 1937 stellvertretender Chefingenieur eines Autoreparaturbetriebes war. Danach fungierte er von 1937 bis 1939 als Chefingenieur sowie Leiter der Hauptbauabteilung des Aserbaidschanischen Erdölmaschinenbau-Trust war. 1939 wurde er Direktor des Kirowwerkes in Leningrad und übte diese Funktion bis 1941 aus. Während dieser Zeit trat er 1940 der damaligen Kommunistischen Allunions-Partei (Bolschewiki) (WKP (B)), die 1925 aus der Kommunistischen Partei Russlands (Bolschewiki) (KPR (B)) hervorgegangen war, als Mitglied bei. 1941 kehrte er zum Aserbaidschanischen Erdölmaschinenbau-Trust zurück und war dort bis 1943 Chefingenieur und stellvertretender Direktor des Trust. Zugleich war er bis 1943 stellvertretender Volkskommissar für Rüstungslieferungen an die Front der Aserbaidschanischen Sozialistischen Sowjetrepublik sowie im Anschluss von 1943 bis 1945 Leiter der Abteilung Bauwesen und Baustoffe des Zentralkomitees der Kommunistischen Partei (Bolschewiki) Aserbaidschans. Nachdem er von 1945 bis 1948 stellvertretender Sekretär des ZK der KP Aserbaidschans für die Lebensmittelindustrie war er 1948 kurzzeitig stellvertretender Sekretär des ZK der KP Aserbaidschans für Industrie und Verkehr sowie Leiter der Abteilung Ölindustrie des ZK der KP Aserbaidschans.
1948 wurde Maqomayev Stellvertretender Vorsitzender des Ministerrates der Aserbaidschanischen SSR und behielt diesen Posten bis April 1952, woraufhin er zwischen April 1952 und April 1953 als Zweiter Sekretär des Regionalkomitees Baku der KP Aserbaidschans fungierte. Daraufhin wurde er im April 1953 in der Regierung von Ministerpräsident Mir Dschafar Abbassowitsch Bagirow erneut Stellvertretender Vorsitzender des Ministerrates der Aserbaidschanischen SSR und bekleidete in Personalunion bis 1957 auch das Amt als Industrieminister dieser Sozialistischen Sowjetrepublik. Am 16. Februar 1954 wurde er Mitglied des ZK der KP Aserbaidschans und gehörte diesem Gremium bis zum 6. September 1961 an. Er war des Weiteren zwischen 1957 und 1962 Erster Stellvertretender Vorsitzender der Staatlichen Planungskommission des Ministerrates der Aserbaidschanischen SSR im Range eines Ministers. Nachdem er zwischen dem 9. September 1961 und dem 1. September 1964 nur noch Kandidat des ZK der KP Aserbaidschans war, gehörte er vom 10. Januar 1964 bis zu seinem Tode am 4. Oktober 1977 dem  ZK der KP Aserbaidschans wieder als Mitglied an. Er war außerdem von 1962 bis zu seinem Tode am 4. Oktober 1977 auch Ständiger Vertreter des Ministerrats der Aserbaidschanischen SSR beim Ministerrat der UdSSR. Für seine Verdienste in der Sowjetunion wurde er mehrfach ausgezeichnet und erhielt unter anderem 1942 zwei Mal den Orden des Roten Banners der Arbeit, 1946 das Ehrenzeichen der Sowjetunion sowie die Medaille „Für heldenmütige Arbeit im Großen Vaterländischen Krieg 1941–1945“. Nach seinem Tode wurde er auf dem Friedhof Fəxri Xiyaban in Baku beigesetzt.